# 华希闳
华希闳（?—?），明朝万历年醫學家。
曾经官至内阁撰文中书舍人加四级金匮，在任期间协助翰林院官员印刻了大量古代文献及医书，为中国医学的传承做出了伟大的贡献。在华希闳做官期间，明神宗重视文化、医学事业的发展，遂命翰林院纂修官王肯堂及内阁撰文中书舍人华希闳等人大量印制古代医学著作，广搜天下旧版书籍，力求恢复著作原貌，版本由唐到宋，著作由华佗到孙思邈，再到李时珍，涉及范围之广属历史所罕见。刻印工作前后历时四十余年，一直到万历寿终才完成。华希闳奉万历皇帝旨意协助王肯堂重刻古代官修医书的事迹在民间广为流传。